# Lady Cockburn et ses enfants
Lady Cockburn et ses enfants – en anglais Lady Cockburn and her Three Eldest Sons – est un tableau réalisé par le peintre britannique Joshua Reynolds en 1773. De format vertical, cette huile sur toile est un portrait de famille qui représente Augusta Anne Cockburn entourée de ses trois jeunes fils.
Elle-même la fille de Francis Ayscough et l'épouse de James Cockburn, elle y figure assise entre deux garçonnets remuants, tandis qu'elle soutient de sa main gauche le troisième, encore un nourrisson. Inspirée d'une allégorie de la Charité par Antoine van Dyck, cette composition est complétée par un ara rouge posé à droite à la base d'une colonne. Autour de celle-ci s'enroule le lourd rideau de la même couleur qui sert de fond au groupe en laissant voir quelques arbres dans le lointain.
Legs d'Alfred Beit en 1906, l'œuvre est conservée à la National Gallery. Les collections du musée londonien comprennent également la Vénus à son miroir, une peinture de Diego Vélasquez dont le Cupidon présente la posture qui a manifestement inspiré à Reynolds celle de l'enfant de gauche.

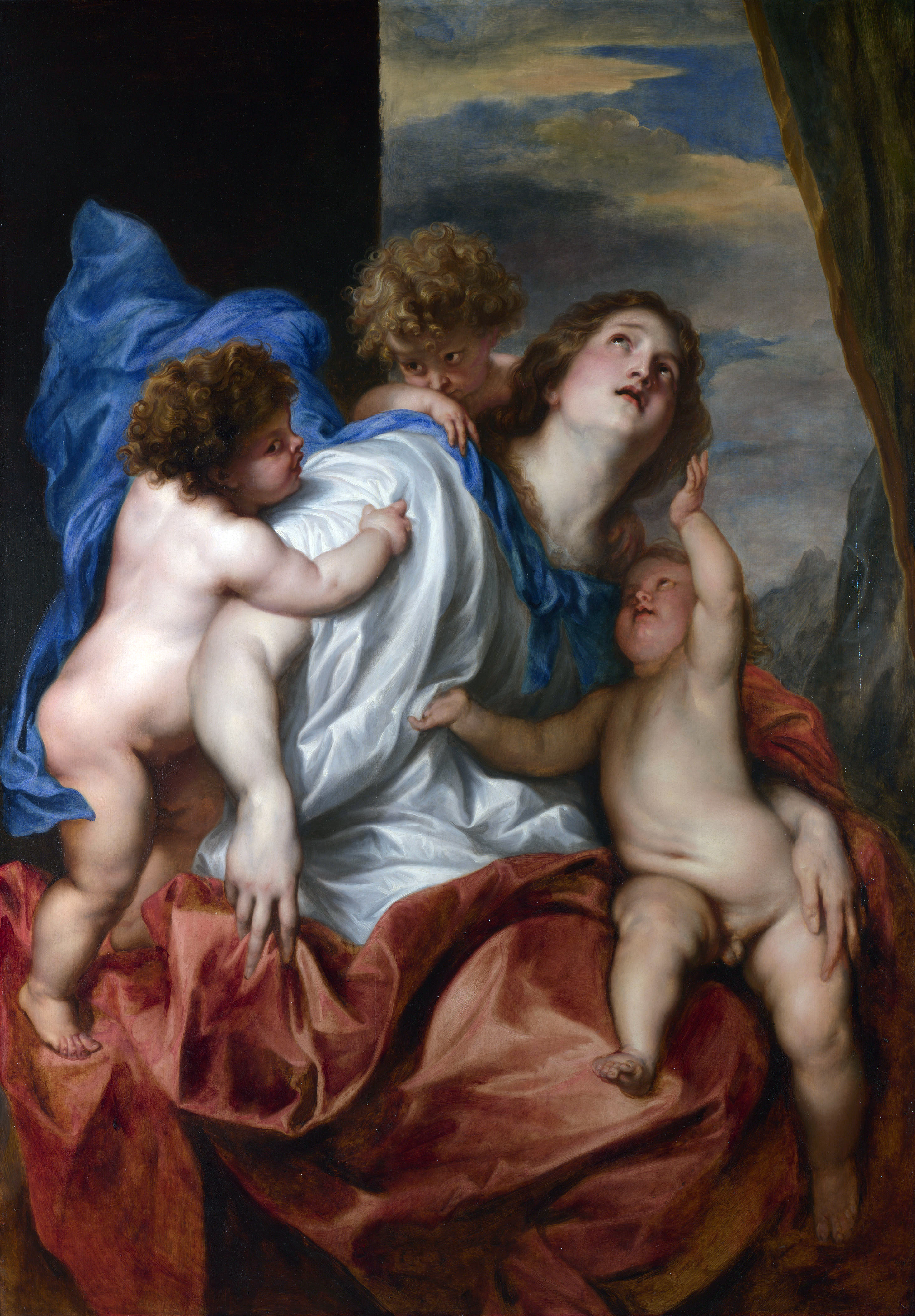
Antoine van Dyck, Charité, vers 1627-1628 – National Gallery, Londres[2].
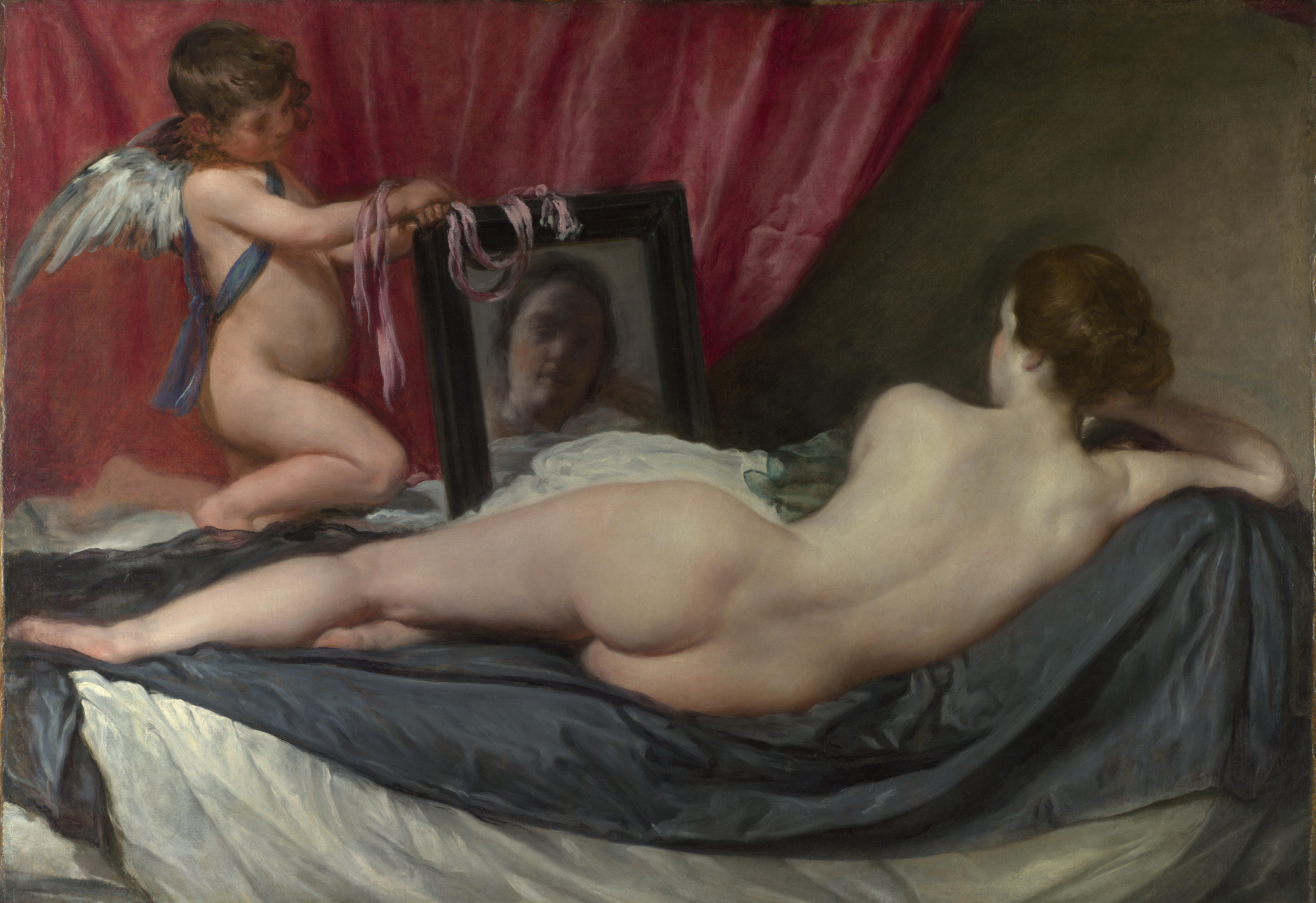
Diego Vélasquez, Vénus à son miroir, 1647-1651 – National Gallery, Londres[3].